# Municipio de Wabaunsee
El municipio de Wabaunsee (en inglés: Wabaunsee Township) es un municipio ubicado en el condado de Wabaunsee en el estado estadounidense de Kansas. En el año 2010 tenía una población de 524 habitantes y una densidad poblacional de 3,02 personas por km².

## Geografía
El municipio de Wabaunsee se encuentra ubicado en las coordenadas 39°6′53″N 96°18′23″O / 39.11472, -96.30639. Según la Oficina del Censo de los Estados Unidos, el municipio tiene una superficie total de 173.38 km², de la cual 171,38 km² corresponden a tierra firme y (1,15 %) 1,99 km² es agua.

## Demografía
Según el censo de 2010, había 524 personas residiendo en el municipio de Wabaunsee. La densidad de población era de 3,02 hab./km². De los 524 habitantes, el municipio de Wabaunsee estaba compuesto por el 95,61 % blancos, el 0,57 % eran afroamericanos, el 0,19 % eran amerindios, el 0,76 % eran de otras razas y el 2,86 % eran de una mezcla de razas. Del total de la población el 2,86 % eran hispanos o latinos de cualquier raza.